# RTCN Żółwieniec
RTCN Żółwieniec – Radiowo Telewizyjne Centrum Nadawcze Konin-Żółwieniec, maszt o wysokości 320 m, zbudowany w 1992 r. Położony na terenie gminy Ślesin w powiecie konińskim (województwo wielkopolskie), w pobliżu północnego brzegu Jeziora Ślesińskiego.

## Parametry[1]
- Wysokość posadowienia podpory anteny: 100 m n.p.m.
- Wysokość zawieszenia systemów antenowych: Radio: 265, TV: 307, 310 m n.p.t.

## Transmitowane programy

### Program telewizyjne – cyfrowe

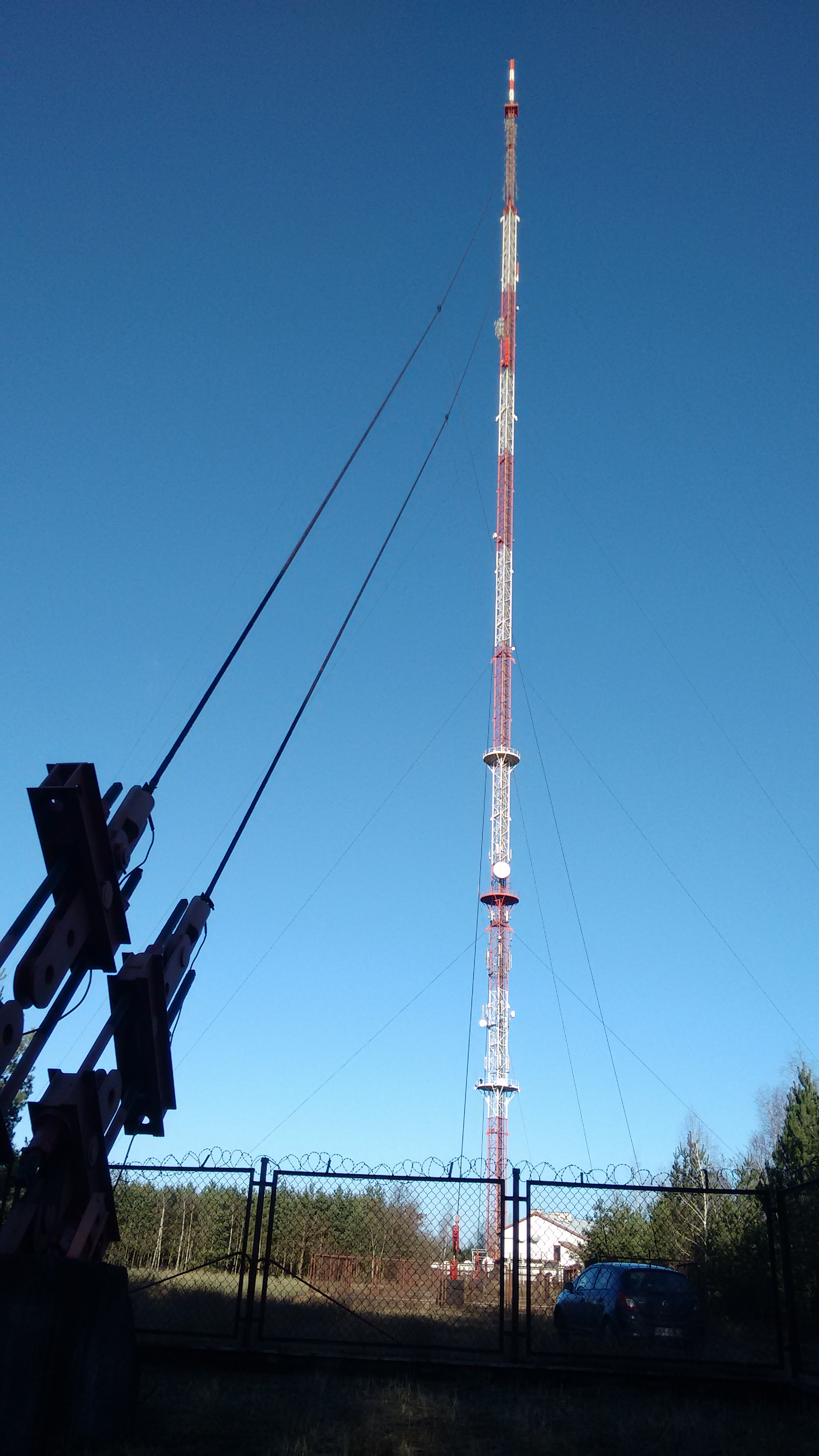

Stan na 27 listopada 2023 roku.
| Nazwa multipleksu | Częstotliwość (MHz) | Kanał | Moc (kW) | Polaryzacja | Charakterystyka promieniowania | Standard nadawania | Kompresja | Data uruchomienia nadajnika |
| ----------------- | ------------------- | ----- | -------- | ----------- | ------------------------------ | ------------------ | --------- | --------------------------- |
| MUX 1             | 546 MHz             | 30    | 100 kW   | pozioma (H) | dookólna (ND)                  | DVB-T2             | HEVC      | 11 maja 2012                |
| MUX 2             | 666 MHz             | 45    | 100 kW   | pozioma (H) | dookólna (ND)                  | DVB-T2             | HEVC      | 1 lipca 2011                |
| MUX 3 (Poznań)    | 554 MHz             | 31    | 100 kW   | pozioma (H) | dookólna (ND)                  | DVB-T2             | HEVC      | 20 maja 2013                |
| MUX 3 (Bydgoszcz) | 594 MHz             | 36    | 50 kW    | pozioma (H) | kierunkowa (D)                 | DVB-T2             | HEVC      | 20 maja 2013                |
| MUX 4             | 682 MHz             | 47    | 100 kW   | pozioma (H) | dookólna (ND)                  | DVB-T2             | HEVC      | 30 sierpnia 2021            |
| MUX 6             | 690 MHz             | 48    | 100 kW   | pozioma (H) | dookólna (ND)                  | DVB-T2             | HEVC      | 28 kwietnia 2021            |
| MUX 8             | 191,5 MHz           | 7     | 14 kW    | pionowa (V) | kierunkowa (D)                 | DVB-T              | MPEG-4    | 25 października 2016        |

### Programy radiowe
| LP | Program                     | Częstotliwość | Moc transmisji | Polaryzacja | Kierunkowość | Właściciel                                                           |
| -- | --------------------------- | ------------- | -------------- | ----------- | ------------ | -------------------------------------------------------------------- |
| 1  | Program I Polskiego Radia   | 87,70 MHz     | 30 kW          | pozioma     | dookólna     | Polskie Radio S.A.                                                   |
| 2  | Radio Poznań                | 91,90 MHz     | 30 kW          | pozioma     | dookólna     | Polskie Radio – Regionalna Rozgłośnia w Poznaniu „Radio Poznań” S.A. |
| 3  | RMF FM                      | 98,90 MHz     | 30 kW          | pozioma     | kierunkowa   | Radio Muzyka Fakty Sp. z o.o.                                        |
| 4  | Program III Polskiego Radia | 103,30 MHz    | 30 kW          | pozioma     | dookólna     | Polskie Radio S.A.                                                   |
| 5  | Radio Maryja                | 105,10 MHz    | 30 kW          | pozioma     | dookólna     | Prowincja Warszawska Zgromadzenia O.O. Redemptorystów                |
| 6  | Radio Zet                   | 107,10 MHz    | 30 kW          | pozioma     | kierunkowa   | Radio Zet Sp. z o.o.                                                 |

### Programy radioweDAB+[11]
| LP | Multipleks    | Częstotliwość | Kanał | Moc transmisji | Polaryzacja | Kierunkowość | Właściciel         |
| -- | ------------- | ------------- | ----- | -------------- | ----------- | ------------ | ------------------ |
| 1  | MUX PR Poznań | 218,64 MHz    | 11B   | 15,1 kW        | pionowa     | kierunkowa   | Polskie Radio S.A. |

| LP | Multipleks    | Emitowany program         | Bitrate |
| -- | ------------- | ------------------------- | ------- |
| 1  | MUX PR Poznań | Polskie Radio 24          | 64      |
| 2  | MUX PR Poznań | Polskie Radio Chopin      | 112     |
| 3  | MUX PR Poznań | Polskie Radio Czwórka     | 96      |
| 4  | MUX PR Poznań | Polskie Radio dla Ukrainy | 64      |
| 5  | MUX PR Poznań | Polskie Radio Dzieciom    | 96      |
| 6  | MUX PR Poznań | Polskie Radio Kierowców   | 96      |
| 7  | MUX PR Poznań | Polskie Radio Program 1   | 112     |
| 8  | MUX PR Poznań | Polskie Radio Program 2   | 112     |
| 9  | MUX PR Poznań | Polskie Radio Program 3   | 96      |
| 10 | MUX PR Poznań | Radio Poland              | 64      |
| 11 | MUX PR Poznań | Radio Poznań              | 112     |

## Nienadawane analogowe programy telewizyjne
Programy telewizji analogowej wyłączone 20 maja 2013 r.
| LP | Program             | Częstotliwość | Numer kanału | Moc transmisji | Właściciel                               |
| -- | ------------------- | ------------- | ------------ | -------------- | ---------------------------------------- |
| 1  | TVP1                | 479,25 MHz    | 22           | 200 kW         | Telewizja Polska S.A.                    |
| 2  | TVP Info/TVP Poznań | 543,25 MHz    | 30           | 20 kW          | Telewizja Polska S.A. Oddział w Poznaniu |
| 3  | TVP2                | 575,25 MHz    | 34           | 200 kW         | Telewizja Polska S.A.                    |
| 4  | Polsat              | 767,25 MHz    | 58           | 100 kW         | Telewizja Polsat S.A.                    |